# Anthony Lemke
Roger Anthony Lemke (Ottawa, 7 oktober 1970) is een Canadees acteur.

## Biografie
Lemke werd geboren in Ottawa als kind van immigranten, zijn ouders immigreerden in de jaren zestig uit Nederland en Oost-Pruisen. Hij doorliep de highschool aan de Knoxdale Public School, Greenbank Middle School en Sir Robert Borden High School in Ottawa. Na het behalen van zijn diploma verhuisde hij naar Waterloo waar hij afstudeerde in theaterwetenschap aan de Universiteit van Waterloo, en studeerde af in common law en burgerlijk recht aan de McGill-universiteit in Montreal (Canada). 
Lemke begon in 1997 met acteren in de televisieserie Nikita, waarna hij nog meerdere rollen speelde in televisieseries en films. 

## Filmografie

### Films
Uitgezonderd korte films.
- 2021 Woman in Car - als David (verloofde van Annie)
- 2017 Fugazi - als Frank Byron
- 2017 Stickman - als dr. Fenton
- 2016 The Night Before Halloween - als rechercheur Burke
- 2015 A Wish Come True - als Reed
- 2015 The Forbidden Room - als Bud
- 2014 Le vrai du faux - als coinjoint de Rachel
- 2014 Bomb Girls: Facing the Enemy - als Philip Davis
- 2013 Still Life: A Three Pines Mystery - als inspecteur Jean-Guy Beauvoir
- 2013 White House Down - als kapitein Hutton
- 2013 Exploding Sun - alsCraig Bakus
- 2013 Rouge Sang - als Le vulgaire
- 2011 Down the Road Again - als Matt Burns
- 2011 Faces in the Crowd - als Bryce
- 2011 Coteau Rouge - als Jason Singleton
- 2011 Who Is Simon Miller? - als Jeffrey
- 2010 Dead Lines - als Adam Fyne
- 2010 You Lucky Dog - als Don
- 2010 The Cutting Edge: Fire & Ice - als James Agent
- 2009 Reverse Angle - als Harry Griggs
- 2007 Wide Awake - als Robert Turner
- 2007 A Life Interrupted - als Rob Smith
- 2006 Legacy of Fear - als Jack Cobell
- 2006 Proof of Lies - als Chuck Hartley
- 2004 False Pretenses - als Randal Ackers
- 2004 A Deadly Encounter - als Tony Brock
- 2003 Rhinoceros Eyes - als acteur / Dick
- 2003 The Pedestrian - als Bruce
- 2003 Do or Die - als Jack Hennessey
- 2002 Rub & Tug - als Henry
- 2002 Time of the Wolf - als Alex McKenzie
- 2002 Haven't We Met Before? - als rechercheur Jack Cobel
- 2000 American Psycho - als Marcus Halberstram
- 1999 Ricky Nelson: Original Teen Idol - als David Nelson
- 1999 Too Rich: The Secret Life of Doris Duke - als Walker Inman

### Televisieseries
Uitgezonderd eenmalige gastrollen.
- 2022-2023 The Hardy Boys - als Fenton Hardy - 13 afl.
- 2023 Wong & Winchester - als Martin Simard - 5 afl.
- 2022 Le temps des framboises - als John Conley - 8 afl.
- 2021 Toute la vie - als Herman Dubois - 3 afl.
- 2019 Cerebrum - als Robert Hillman - 5 afl.
- 2018 Frankie Drake Mysteries - als rechercheur Greyson - 10 afl.
- 2018 Ruptures - als Jeffrey Thomson - 4 afl.
- 2018 Blindspot - als Victor - 3 afl.
- 2015-2017 Dark Matter - als Three - 39 afl.
- 2017 The Kennedys After Camelot - als Joe Gargan - 2 afl.
- 2015-2016 Good Witch - als Ryan Elliott - 10 afl.
- 2014-2015 19-2 - als Dan Malloy - SQ - 7 afl.
- 2013-2014 Mémoires vives - als Richard - 5 afl.
- 2014 Murdoch Mysteries - als pastoor Clements - 2 afl.
- 2009-2014 The Listener - als Brian Becker - 22 afl.
- 2014 Nouvelle Adresse - als Tom Severson - 3 afl.
- 2013 Witches of East End - als Harrison Welles - 3 afl.
- 2011-2012 Lost Girl - als Ryan Lambert - 5 afl.
- 2011 Blue Mountain State - als coach Marcus Gilday - 6 afl.
- 2011 Mirador - als Peter ami de Véro - 4 afl.
- 2011 30 Vies - als Marc Turpin - 4 afl.
- 2009 The Phantom - als rechercheur Clark Ellis - 2 afl.
- 2008-2009 Les hauts et les bas de Sophie Paquin - als David Rothstein - 16 afl.
- 2009 The Last Templar - als Clive Edmonston - 2 afl.
- 2006-2007 Rumours - als Charles Jefferson - 7 afl.
- 2006 15/Love - als coach Daniel Brock - 9 afl.
- 2003 Doc - als Richard Black - 4 afl.
- 2000-2001 Queen of Swords - als kapitein Marcus Grisham - 22 afl.
- 2001 RoboCop: Prime Directives - als James Murphy - 4 afl.
- 1999 PSI Factor: Chronicles of the Paranormal - als Marc Hagan - 4 afl.

- Bibliothèque nationale de France: cb14638569n (data)
- International Standard Name Identifier: 0000 0003 7085 2922
- Library of Congress Control Number: no2012095192
- Nederlandse Thesaurus van Auteursnamen: 391742434
- Virtual International Authority File: 250244214
- WorldCat: E39PBJvtfdgmgbMGtTjmJYMwYP